# Raoul Naroll
Raoul Naroll (ur. 10 września 1920 w Toronto, zm. 25 czerwca 1985) – amerykański antropolog kulturowy, który przyczynił się w dużej mierze do promowania metodologii badań międzykulturowych. Dorastał w Los Angeles.